# Мидриаза
Мидриаза е разширяване на зеницата, обикновено имаща нефизиологична причина. Нефизиологичните причини за мидриаза включват заболяване, травма или употреба на наркотици.
Обикновено, като част от светлинния зеничен рефлекс, зеницата се разширява на тъмно и се свива в светлината, за да подобри яркостта през нощта и да предпази ретината от увреждане от слънчевата светлина през деня. Мидриатична зеница ще остане разширена дори в светла среда. По-общо, мидриазата се отнася и до естественото разширяване на зениците, например при условия на слаба светлина или при симпатична стимулация.
Обратното на мидриазата се нарича миоза. Както мидриазата, така и миозата могат да бъдат физиологични. Анизокорията е състоянието, при което една от зениците е по-разширена от другата.